# Olimpic Team Autoconstruct
Das Olimpic Team Autoconstruct war ein rumänisches Radsportteam.
Die Mannschaft wurde 2008 gegründet und nahm in diesem Jahr als Continental Team an der UCI Europe Tour teil. Manager war Ion Pirlici, der von seiner Sportlichen Leiterin Gabriela Elena Savu unterstützt wurde.

## Saison 2008

### Erfolge in der UCI Europe Tour
In den Rennen der Saison 2008 der UCI Europe Tour gelangen die nachstehenden Erfolge.
| Datum    | Rennen                                   | Fahrer     |
| -------- | ---------------------------------------- | ---------- |
| 26. Juni | Rumänische Straßenradmeisterschaft (U23) | Ionel Rusu |

## Team 2008
| Name                            | Geburtstag        | Nationalität | Team 2009  |
| ------------------------------- | ----------------- | ------------ | ---------- |
| Lucian-Nicolae Bolbose          | 2. Februar 1989   | Rumänien     |            |
| Alexandr Braico                 | 5. März 1988      | Moldau       | Delma 2003 |
| Sergiu Catan                    | 26. Juni 1987     | Moldau       |            |
| Denis Cioban (ab 01.06.)        | 27. Juni 1985     | Moldau       |            |
| Marius Cojocaru                 | 14. August 1988   | Rumänien     |            |
| Adrian Ionescu Traian           | 4. August 1989    | Rumänien     |            |
| Laszlo Madaras                  | 9. August 1986    | Rumänien     |            |
| Ionel Rusu                      | 9. August 1989    | Rumänien     |            |
| Mihail Rusu                     | 5. Februar 1988   | Rumänien     |            |
| Konstantin Schamraj (ab 15.08.) | 16. November 1985 | Russland     |            |
| Serghei Țvetkov                 | 29. Dezember 1988 | Moldau       | Delma 2003 |